# 小松雅雄
小松 雅雄（こまつ まさお、1919年7月11日 - 2010年10月16日）は、日本の経済学者。専門は、経済政策。

## 略歴
長野県諏訪市出身。長野県諏訪中学校（現・長野県諏訪清陵高等学校）を経て、1945年早稲田大学政治経済学部卒業。1949年同大学院修了。同大学助手、政治経済学部助教授を経て、1955年教授、1978年学部長。麗澤大学初代国際経済学部（現・経済学部）長、同大学名誉教授。民主社会主義研究会議第4代議長（1983～1994)、日本経済政策学会名誉会員、学校法人廣池学園顧問、サンリツ服部美術館理事、諏訪郷友会評議員・長善館館長などを務めた。晩年は、郷里近くの長野県茅野市で過ごした。1997年勲三等旭日中綬章受勲。

## 門下生
早稲田大学のゼミ出身者に
小島章伸（日本経済新聞社編集局長）
渡邊五郎（三井物産代表取締役副社長・三井化学代表取締役会長）
藤田英典（教育学者・東京大学名誉教授・都留文科大学学長）
城島明彦（作家・ジャーナリスト）
益子修（三菱自動車工業代表取締役社長・会長）
岩澤誠一郎（経済学者・アナリスト）などがいる。
博士課程指導学生に、
田村正勝（経済学者・早稲田大学名誉教授）
谷口洋志（経済学者・中央大学副学長）などがいる。

## 著書

### 単著
- 『白雲自去来』 文和書房、1990年
- 『江戸に旋風 三井親和の書 諏訪出身・深川を愛した文武の人』 信濃毎日新聞社、2004年

### 共編著
- 『経済学全集6 経済政策論』気賀健三、加藤寛共著、世界書院、1965年
- 『現代経済政策論』 加藤寛、原豊、丸尾直美、赤沢昭三共著、東洋経済新報社、1972年
- 『現代経済政策体系1 経済政策論を考える』 加藤寛、五井一雄、高柳暁、野田総共編、勁草書房、1978年
- 『現代経済政策体系2 市民と政府の経済政策』 加藤寛、五井一雄、高柳暁、野田総共編、勁草書房、1978年
- 『現代経済政策体系3 産業と政府の経済政策』 加藤寛、五井一雄、高柳暁、野田総共編、勁草書房、1978年
- 『図説経済学体系5 経済政策』 編著、学文社、1981年

### 論文集
- 『経済政策の理論と実証 小松雅雄教授古稀記念論文集』 小松雅雄先生古稀記念論文集編集委員会編、文真堂、1990年